# Cirimido
Cirimido é uma comuna italiana da região da Lombardia, província de Como, com cerca de 1.914 habitantes. Estende-se por uma área de 2 km², tendo uma densidade populacional de 957 hab/km². Faz fronteira com Fenegrò, Guanzate, Lomazzo, Turate.

## Demografia
| Variação demográfica do município entre 1861 e 2011                               |
|                                                                                   |
| Fonte: Istituto Nazionale di Statistica (ISTAT) - Elaboração gráfica da Wikipedia |